# マルマライトンネル
マルマライトンネル（トルコ語: Marmaray Tüneli）はトルコ・イスタンブールのボスポラス海峡下を通り、ヨーロッパのゼイティンブルヌ地区カズルチェシメとアジアのアイルルクチェシメを結ぶ、全長13.5 km（8.4 mi）の海底鉄道トンネルである。単線トンネル2本で構成され、イェニカプ・シルケジ・ユスキュダルの3地下駅が存在する。
マルマライトンネルは2013年10月29日に旅客営業を開始した。2019年3月にはマルマライ事業の地上部分が完成し、通勤列車（全線）、YHT、貨物列車がトンネルに乗り入れるようになった。トンネルは沈埋トンネルとしては世界最深のものである。

## 歴史

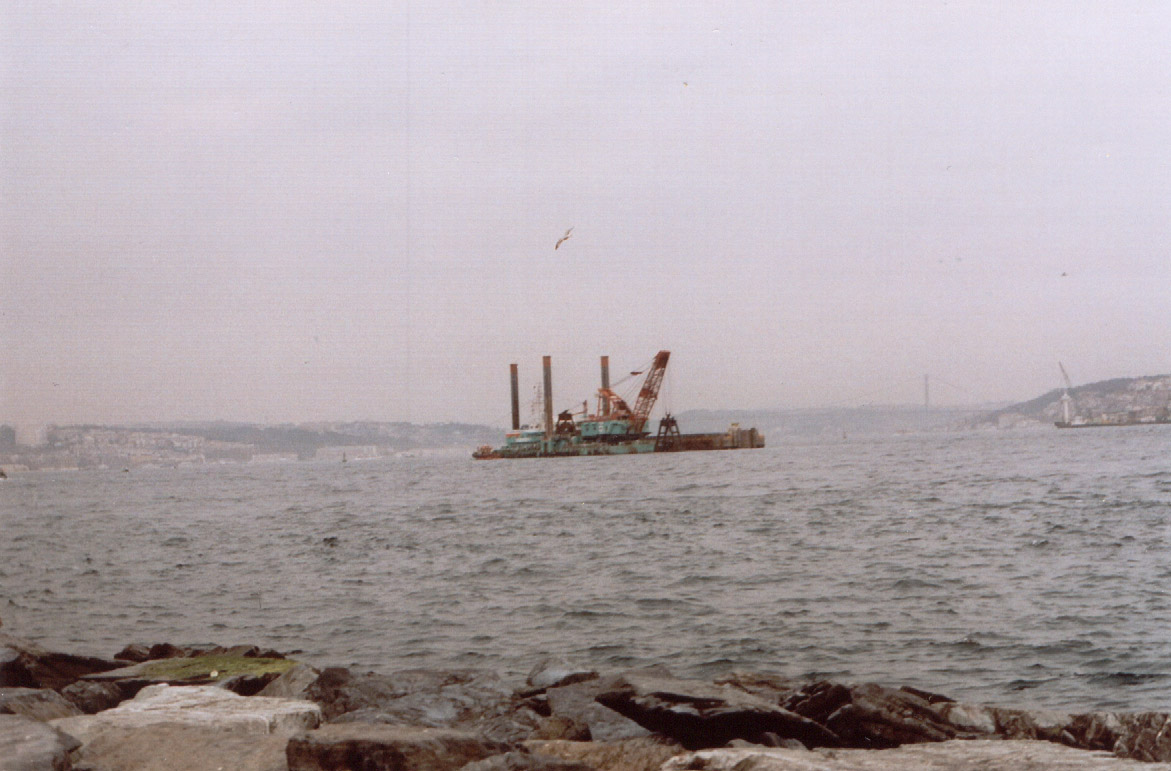
ボスポラス海峡でトンネル区画を降ろす艀（2007年）。

ボスポラス海峡下を通る鉄道トンネルの建設は1860年、スルタン・アブデュルメジト1世が海峡海底下を通る交通を提唱したときまで遡る。事業はアブデュルハミト2世の治世下、1892年にフランス人技術士が同様のトンネルを計画し、再度提唱されることとなった。計画が現実の物となることはなかった。
近代的なボスポラス海峡トンネルの建設計画は1997年、10年前に遡る実現可能性の調査結果をもとに提唱され、1999年には必要資金が保証された。計画の準備は2001年に開始された。建設は2004年5月に着工された。トンネルは大成建設率いる日本＝トルコ共同企業体によって建設された。トンネルは2008年10月20日に完成し、2009年に線路が敷設された。事業の竣工はシルケジ駅付近で8000年前の発掘品を含む考古学的発見により延期された。
試運転が2013年8月6日に始まり、10月29日には正式な開業を迎え、ユスキュダル駅で記念式典が開催された。

## 運行

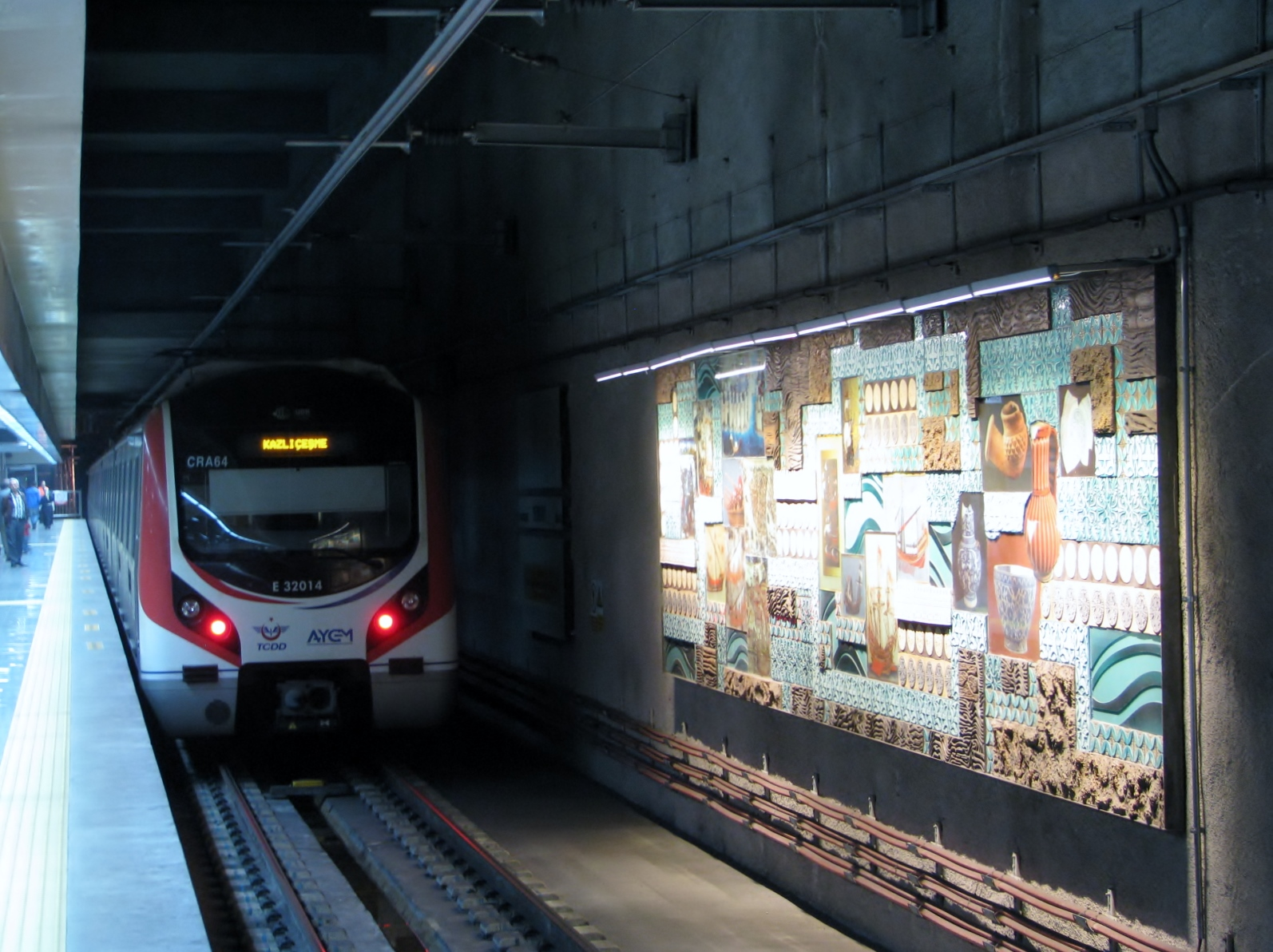
イェニカプ駅でのマルマライの列車。

トンネルはトルコ国鉄が保有し、TCDD Taşımacılık 社によって列車が運行される。両トンネルは交流25 kV・50 Hz・架空電車線方式で電化されている。
トンネルの西側坑口は市のヨーロッパ側、ファーティフ地区の西隣にあるゼイティンブルヌ地区カズルチェシメに位置する。坑口に向かう3本の線路の内2本がトンネルに入り、残りの1本はシルケジ駅へと続いていく。
トンネルの東側坑口は市のアジア側、カドゥキョイ地区アイルルクチェシメに位置する。坑口を出てすぐにアイルルク・チェシメシ駅が存在する。アイルルク・チェシメシ駅を出ると2本の線路はハイダルパシャ駅起点のイスタンブール＝アンカラ鉄道と合流し、ゲブゼやアナトリア方面へと続く。
2017年11月時点で、TCDD Taşımacılık 社はカズルチェシメとアイルルク・チェシメシ間で164往復の列車をピーク時に5分間隔、それ以外の時間帯は10/15分間隔で運転している。合計で、毎日328本の列車がトンネルを通過する。

## 工学技術
マルマライトンネルの海底部は沈埋トンネルとしては世界最深のもので、水面下60 m（200 ft）に位置する。この区間は1,387 m（4,551 ft）におよび、ボスポラス海峡上の艀から11の区画に分けられて沈められた。うち8区画は135 m（443 ft）、2区画が98.5 m（323 ft）、そして残り1区画が100 m（330 ft）の長さである。これらの沈埋トンネルは両端で採掘されたトンネルと接続している。
函を埋める前に、ボスポラス海峡下の海底の一部を強化する必要があった。このために4から10 mのコンクリート柱を埋めることで安定化された。トンネルはトゥズラの乾ドッグで組み立てられ、ビュユカダ島沖でテストされた。テスト後、タグボートによってボスポラス海峡南端の定位置へと運ばれた。
トンネルは沈埋後盛り土で覆われ、排水後に封をされた。
地底部のトンネル採掘にはトンネルボーリングマシン（TBMs）が用いられた。地底部は2本の単線トンネルで構成され、それぞれに歩道が備わっている。